# Кирилены (Унгенский район)
Кирилены (рум. Chirileni, Кирилень) — село в Унгенском районе Молдавии. Относится к сёлам, не образующим коммуну.

## История
Село Кирилень было упомянуто документально в 1598 году.
В 1864 году в селе была возведена Свято-Николаевская церковь. В 1904 году численность населения составляла 1090 человек. В советский период в Кирилень находилось правление колхоза «1 Мая». Здесь открылись средняя общеобразовательная школа, клуб с киноустановкой, медицинский пункт, библиотека, ателье бытового обслуживания населения, почтовое отделение, детский сад, магазин.

## География
Село расположено на высоте 82 метров над уровнем моря.

## Население
По данным переписи населения 2004 года, в селе Кирилень проживает 1996 человек (991 мужчина, 1005 женщин).
Этнический состав села:
| Национальность | Число жителей | Процентный состав |
| -------------- | ------------- | ----------------- |
| молдаване      | 1983          | 99.35             |
| украинцы       | 3             | 0.15              |
| русские        | 3             | 0.15              |
| румыны         | 3             | 0.15              |
| цыгане         | 1             | 0.05              |
| гагаузы        | 1             | 0.05              |
| прочие         | 2             | 0.1               |
| Всего          | 1996          | 100 %             |